# Непоменко Федір Іванович
Фе́дір Іва́нович Непоме́нко (*11 січня 1927, Любо-Надеждівка — †10 червня 2012, Кіровоград) — прозаїк, член Спілки письменників України (1983).
Закінчив філологічний факультет Одеського університету (1951). Працював учителем, викладачем музики. Пише російською мовою. Автор збірок оповідань і повістей «В ожидании» (1961), «Прекрасное мгновение» (1963), «Дороже золота» (1977), «Во всей своей полынной горечи» (1980), «Без суеты» (1991), «За дверью — тишина» (Кіровоград, Центрально-Українське видавництво, 2001).
Переможець Всесоюзного конкурсу на найкраще оповідання (журнал «Крестьянка», Москва, 1973).